# Стецько Віра Іллівна
Віра Іллівна Стецько (2 квітня 1956, с. Малі Бірки Гусятинського району Тернопільської області, Україна — 21 серпня 2016, м. Тернопіль) — українська мистецтвознавиця, музейний працівник, громадська діячка. Член НСЖУ (1982). Голова Асоціації ділових жінок «Стиль» (1996, м. Тернопіль). Співініціаторка створення Тернопільського обласного художнього музею. Дружина Дмитра Стецька.

## Життєпис

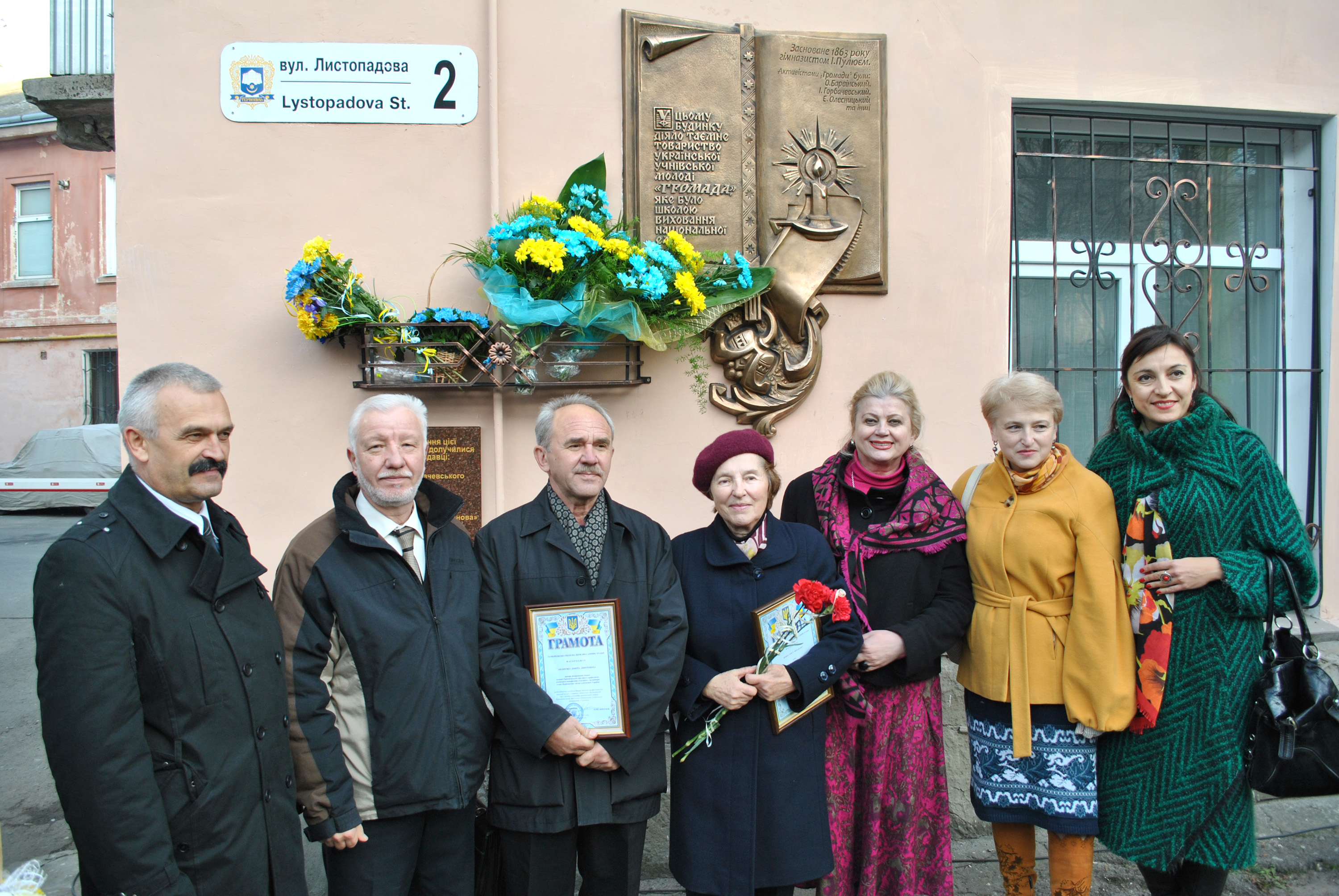
Віра Стецько (третя справа) на відкритті пам'ятної дошки членам тернопільської «Громади»

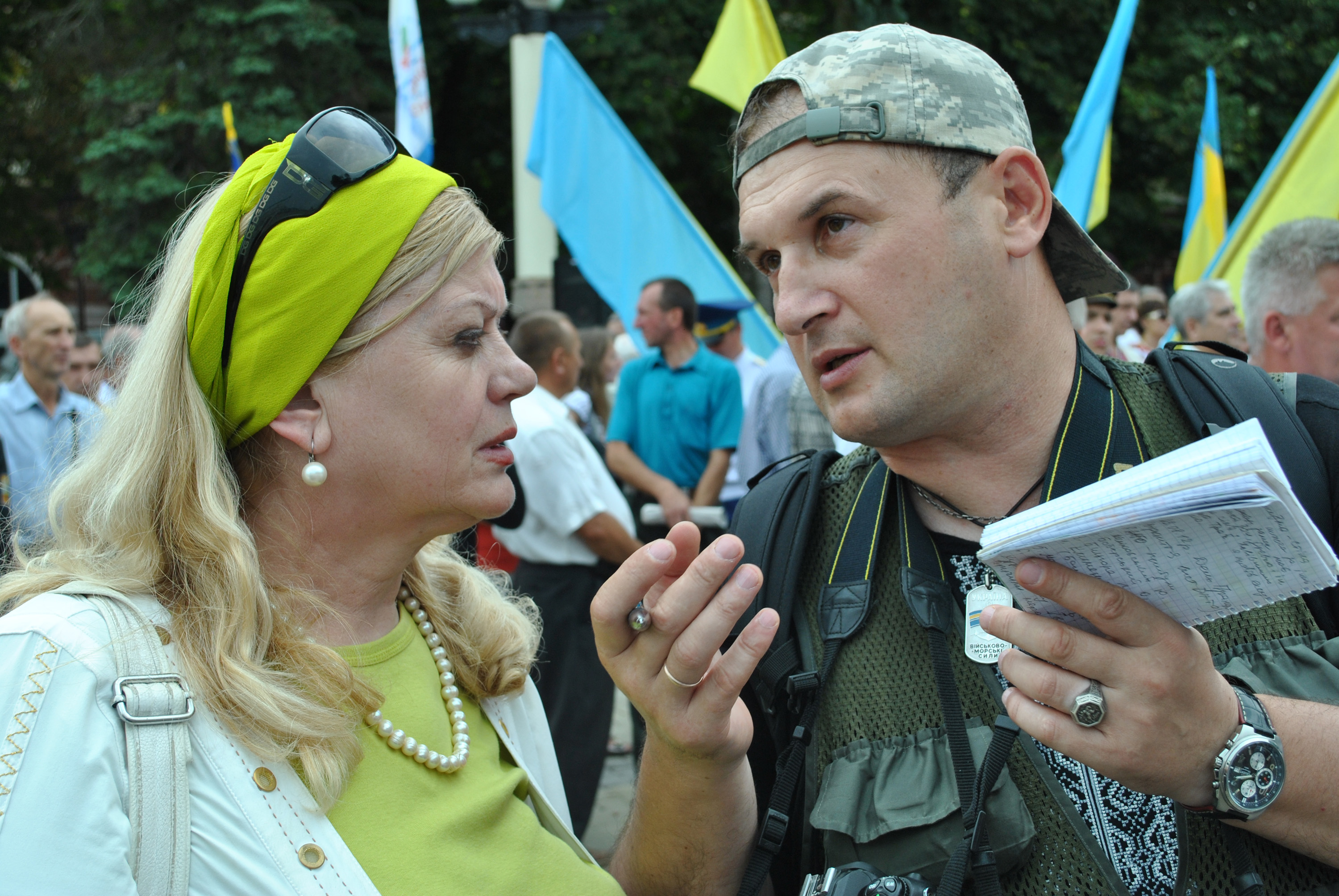
Віра Стецько та Ігор Крочак

Закінчила факультет журналістики Львівського університету (1979).
Працювала в редакціях обласних газет «Ровесник», «Вільне життя». Від 1984 — в Тернопільському обласному краєзнавчому музеї: науковий працівник, завідувачка картинною галереєю, завідувачка відділу науково-просвітницької роботи.
Померла 21 серпня 2016 року від важкої недуги. Похована 22 серпня на Микулинецькому цвинтарі Тернополя.

## Доробок
Авторка проектів понад 300 виставок у Тернопільському краєзнавчому музеї та за кордоном, науково-дослідницьких статей про скульпторів Івана Георгія Пінзеля (зокрема, «Відображення творчості Іоанна-Георгія Пінзеля у збірці Тернопільського обласного краєзнавчого музею»), Антона Осинського, художників Ярославу Музику, Андрія Наконечного, громадського діяча Володимира Лучаківського, сучасне мистецтво Тернопільщини.
Авторка книг «Пінзель і Тернопільщина» (2007); Таїна Пінзеля. Мистецький альбом. Київ: «Майстер книг» 2017. - 149 с.,  упорядниця Каталогів, календаря на 2004—2005 «Дмитро Стецько. Історичний живопис» (Л., 2004).

## Вшанування пам'яті
- На Алеї зірок на вулиці Гетьмана Сагайдачного в Тернополі встановлено зірку Віри та Дмитра Стецьків (2017).[3]